# Naturschutzgebiet Wilde Ennepe
Das Naturschutzgebiet Wilde Ennepe ist ein etwa 18 Hektar großes Naturschutzgebiet (NSG) südlich von Halver im Märkischen Kreis in Nordrhein-Westfalen. Teile des Gebiets wurden bereits 1938 per Verordnung als Naturschutzgebiet ausgewiesen. Zuletzt wurde es 2007 erneut per Verordnung von der Bezirksregierung Arnsberg als NSG festgesetzt.

## Gebietsbeschreibung
Bei dem NSG handelt es sich um einen naturnahen Abschnitt im Oberlauf des Mittelgebirgsbaches Ennepe mit begleitenden Quellzuflüssen und umliegenden Feuchtwäldern. Im Gebiet finden sich auch sickerfeuchte Lichtungsbereiche, Quellfluren, anmoorige Böden und abgelagerte Quarzblöcke, die aus einer eiszeitlichen Bodenverschiebung von geowissenschaftlicher Bedeutung stammen. Bemerkenswert ist auch die Flora der Biotopkomplexes aus Nasswald- und Gewässerlebensräumen. Hier sind Raritäten wie das Geflecktes Knabenkraut, die Hirse-Segge, das Sumpfveilchen und das Knöterich-Laichkraut noch zu finden.
Das Biotopkataster vom Landesamt für Natur, Umwelt und Verbraucherschutz Nordrhein-Westfalen dokumentiert zum Wert des Schutzgebietes: „In seinem Kern ist das heutige Naturschutzgebiet ein naturnahes und strukturreiches Waldreservat mit einem hohen Flächenanteil naturschutzfachlich exponierter Feuchtwald-Typen, das seit Jahrzehnten forstlich nicht oder nur extensiv genutzt worden ist. Das Wald-Naturschutzgebiet ist ein herausragender und naturnaher Refugial-Biotopkomplex innerhalb der langgestreckten Biotopachse des Ennepetal zwischen der Quellregion und der Einmündung in die gleichnamige Talsperre. Zentrale Schutzziele sind der Erhalt der Feucht- und Nasswälder und die Sicherung der Buchen-Altholzinseln in enger Verzahnung zu den naturnahen Quell- und Fließgewässer-Lebensräumen unter Verzicht auf jede Form der forstlichen Nutzung der Feucht-, Nass- und Altwälder.“

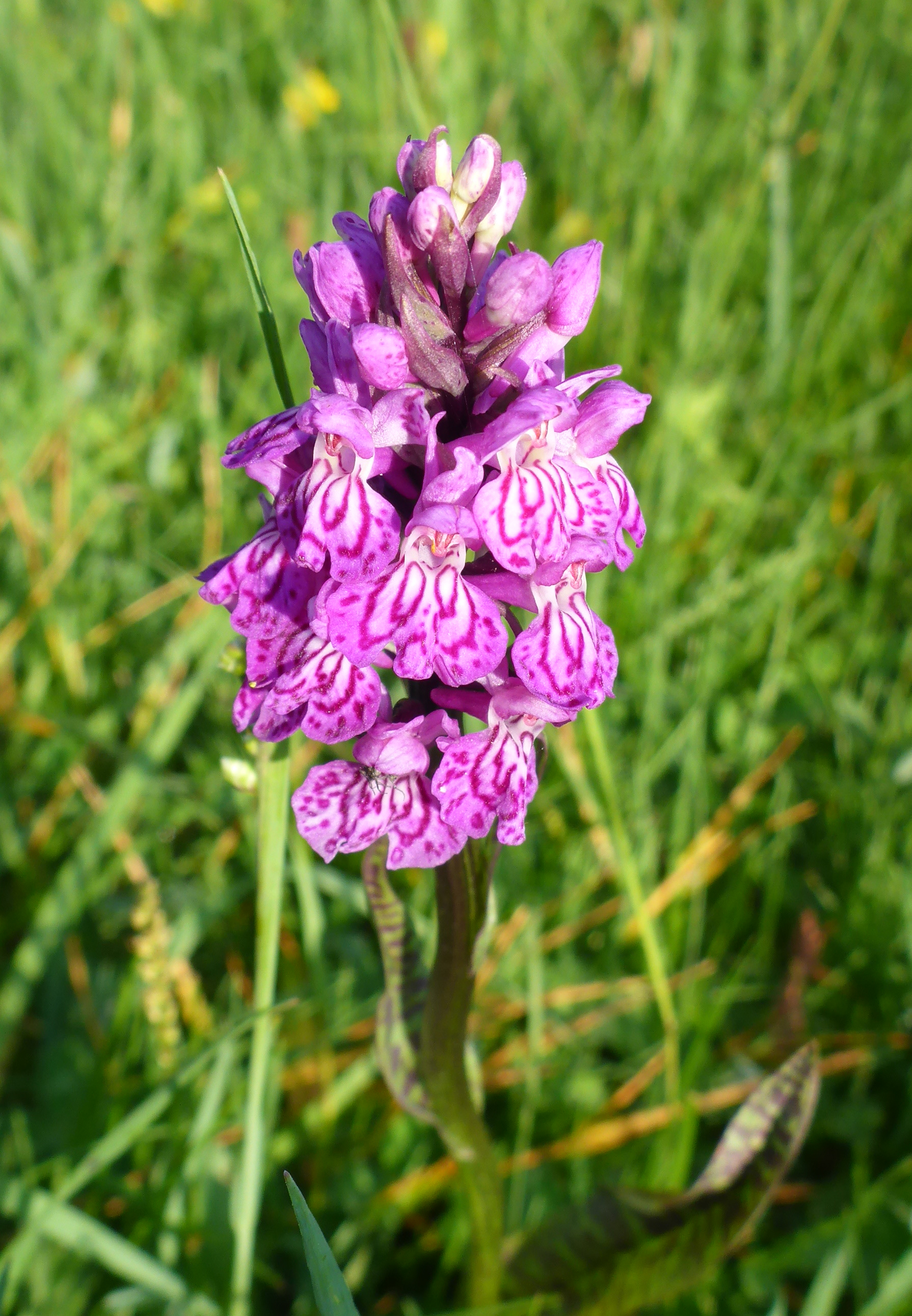
Geflecktes Knabenkraut (Dactylorhiza maculata)
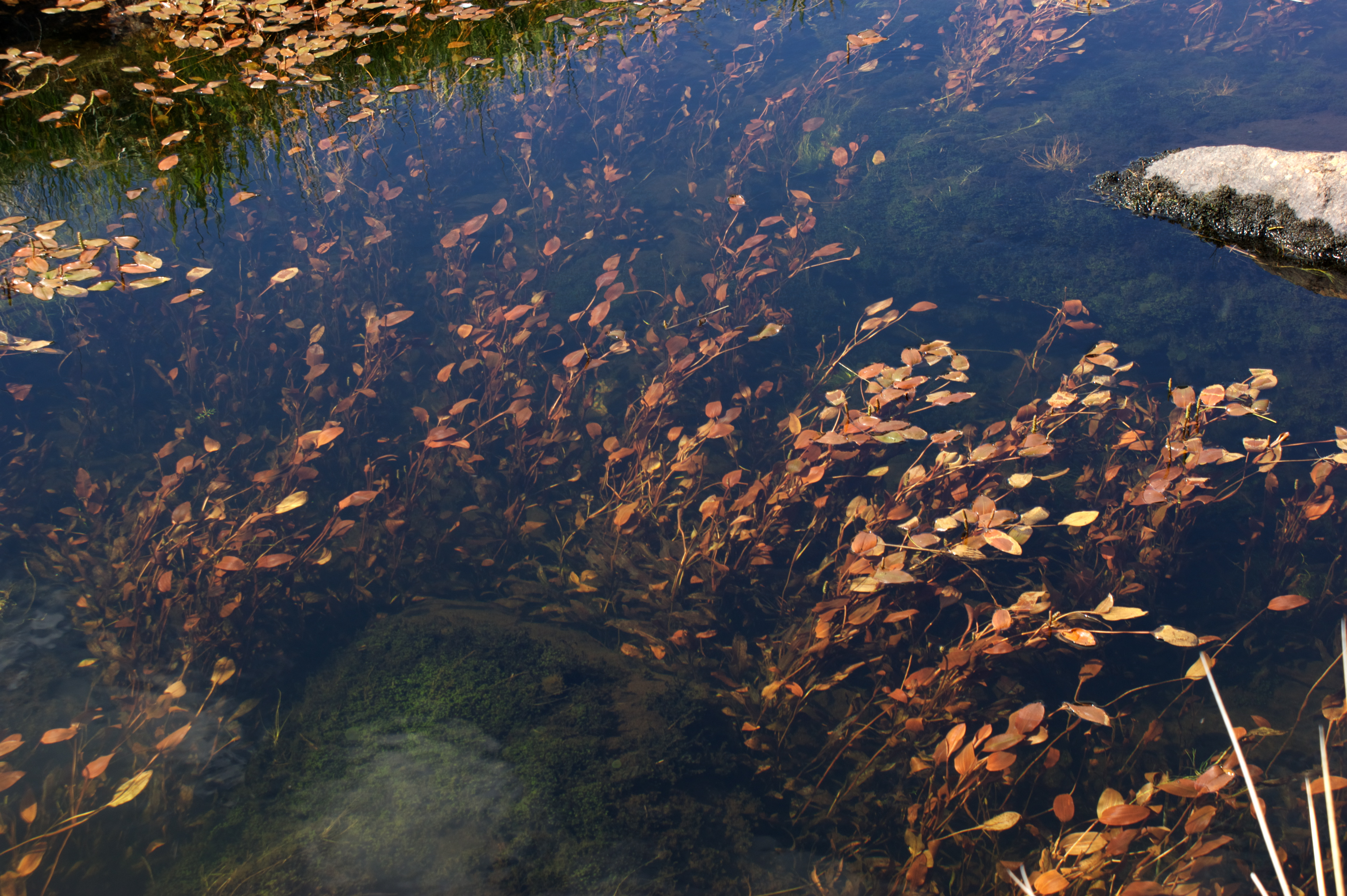
Knöterich-Laichkraut (Potamogeton polygonifolius)
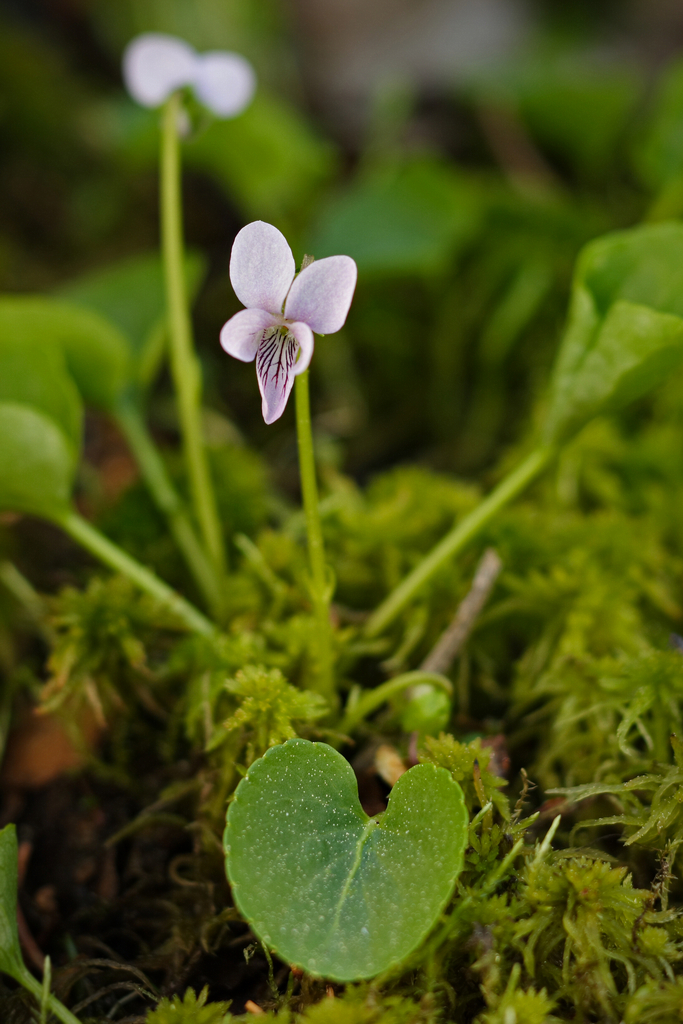
Sumpf-Veilchen (Viola palustris)
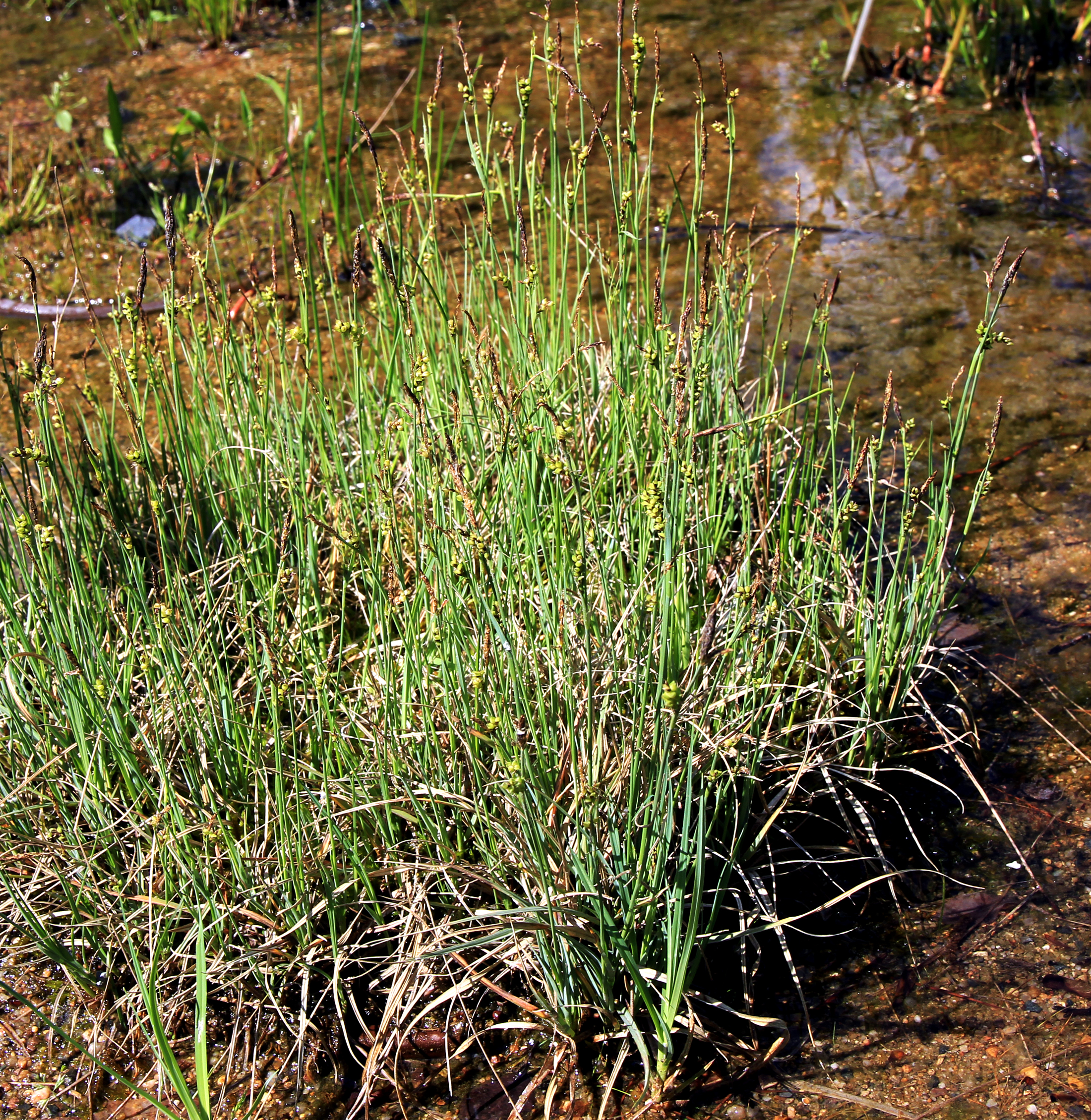
Hirse-Segge (Carex panicea)